# Hawaiian Missionaries

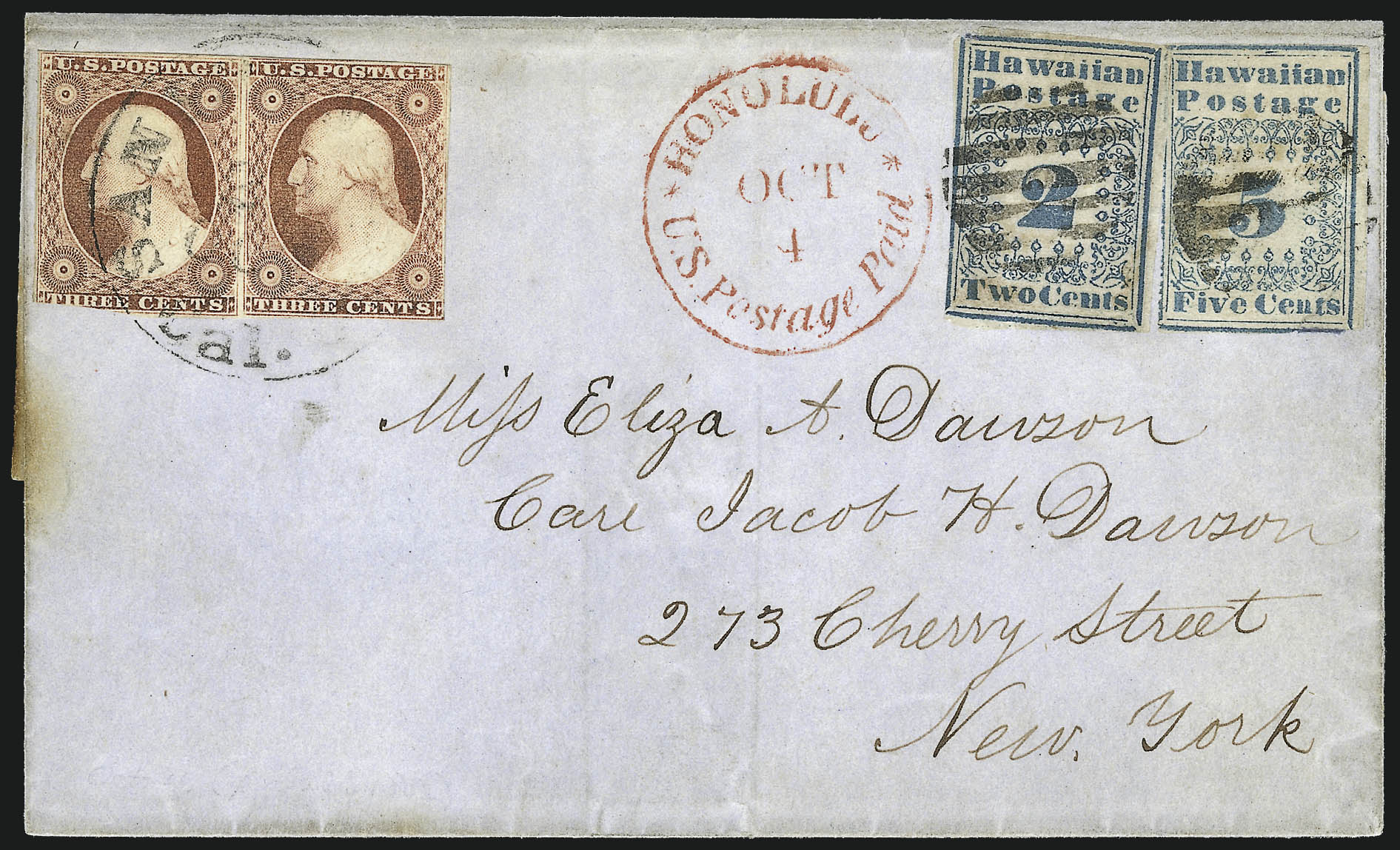
Der einzigartige Dawson-Umschlag mit zwei verschiedenen Missionaries-Werten

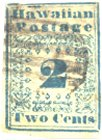
Zwei Cent Exemplar

Hawaiian Missionaries sind die ersten Briefmarken des damaligen Königreich Hawaiʻi. Sie erschienen 1851 und es gibt sie in den Werten zu zwei, fünf und dreizehn Cent. Die Bezeichnung Missionaries (deutsch: Missionare) wird deshalb für sie verwendet, weil die heute bekannten Stücke meist aus der Briefkorrespondenz von den damaligen Missionaren dieser Inseln stammen. Es gibt nur eine geringe Anzahl erhaltener Stücke, sie zählen also zu den großen Raritäten der Philatelie. Angeblich wurde wegen einer dieser Marken schon mal ein Mord aus Habgier verübt, aber diese Geschichte ist mit aller Wahrscheinlichkeit nur eine erfundene Legende.
1920 sind 43 weitere Marken, die sogenannten Grinnell-Missionaries entdeckt worden, deren Echtheit aber bis heute nicht zweifelsfrei geklärt werden konnte. Es handelt sich dabei um Exemplare, die zunächst von einem Herrn Grinnell aufgekauft wurden und daher diese Bezeichnung tragen.